# 乙型阻斷劑中毒
乙型阻斷劑中毒是指意外或故意服用过量乙型受體阻斷劑。通常会造成心跳过缓和低血壓。有些乙型阻斷劑可能造成心律不整或低血糖。症状常在服药后 2 小时内出现，某些剂型的药物可能要到 20 小时后才会出现症狀。在服用速释型药物 6 小时后未出現任何症状，可视为药物已排出。
乙型受體阻斷劑包括美托洛尔、毕索洛尔、卡維地洛、普萘洛尔和索他洛爾。心电图变化可能包括PR間隔延长和寬QRS波。测量藥物的血中浓度是没用的。其他有类似症状的情况包括鈣離子通道阻滯劑中毒、急性冠状动脉综合征和高鉀血症。
治疗包括减少药物吸收 (藥理學)，如：服药后立即口服活性炭；服用修飾釋放劑型药物时，可进行全腸道灌洗。不建议以催吐處理。解毒治疗包括：静脉输液、碳酸氢钠、升糖素、高剂量胰岛素、升壓藥和脂肪乳。有時也會用到体外膜氧合和電節律。某些乙型受體阻斷劑可以透析去除。
乙型受體阻斷劑中毒相对少见。和钙通道阻滞剂和地高辛一樣，乙型受體阻斷劑中毒的致死亡率一樣高。这些药物早在 20 世纪 60 和 70 年代就问世 。